# Return-to-libc攻击
Return-to-libc攻击，即“返回至C标准库攻击”，是一种电脑安全攻击。这种攻击方式一般应用于缓冲区溢出中，其堆栈中的返回地址被替换为另一条指令的地址，并且堆栈的一部分被覆盖以提供其参数。这允许攻击者调用现有函数而无需注入恶意代码到程序中。
缩写为libc的共享库是C标准函数库，提供了类UNIX操作系统中的C运行时支持。尽管攻击者可以让代码返回到任意位置，但绝大多数情况下的目标都是libc。这是因为libc总是会被链接到程序中，并且它提供了对攻击者而言一些相当有用的函数（如system()调用可以只附加一个参数即执行外部程序）。这即是尽管返回地址可以指向另一个完全不同的区域，但这种攻击仍被称为return-to-libc的原因。

## 对 return-to-libc 攻击的防护
一个被标记了不可执行位的堆栈可以阻止一些缓冲区溢出攻击，但无论如何它无法防止return-to-libc攻击。因为return-to-libc攻击只用到了标记为可执行的代码（libc中的函数均为可执行）。当然，攻击者也只能够调用已存在的函数。Stack-smashing 防护能够阻止这种溢出，因为它可以检测到损坏的堆栈并且有可能移除被攻击的段（segment）。地址空间布局随机化 (ASLR)使这种攻击在64位平台上变得几乎不可能成功，因为所有函数的内存地址都是随机的。在32位系统中，ASLR能够提供部分防护，因为只有16位地址可供用于随机化，这可以用暴力攻击在很少的几分钟内破解。

## 相关攻击
面向返回编程 是这种攻击使用的精心完成的技术，并且，通过串联起每次单独的小型攻击以执行小数目的指令，可被用于进行更一般的操作。